# Francia al Junior Eurovision Song Contest
La Francia ha partecipato per la prima volta nel 2004, ritirandosi dalla competizione l'anno seguente.
Torna dopo 13 anni d'assenza, nell'edizione del 2018, ottenendo un secondo posto.
Nel 2020, grazie a Valentina ottiene la sua prima vittoria con il brano J'imagine; questa vittoria è stata la prima per la Francia in una manifestazione dell'Eurovisione da quella ottenuta all'Eurovision Song Contest 1977.
La rete che cura le varie partecipazioni è la France Télévisions.

## Partecipazioni
- Primo posto
- Secondo posto
- Terzo posto
- Ultimo posto

| Anno                                    | Artista        | Canzone            | Lingua            | Posizione | Posizione |
| Anno                                    | Artista        | Canzone            | Lingua            | Finale    | Punti     |
| --------------------------------------- | -------------- | ------------------ | ----------------- | --------- | --------- |
| 2004                                    | Thomas Pontier | Si on voulait bien | Francese          | 6º        | 78        |
| Nessuna partecipazione dal 2005 al 2017 |                |                    |                   |           |           |
| 2018                                    | Angélina       | Jamais sans toi    | Francese, inglese | 2º        | 203       |
| 2019                                    | Carla          | Bim bam toi        | Francese, inglese | 5º        | 169       |
| 2020                                    | Valentina      | J'imagine          | Francese          | 1º        | 200       |
| 2021                                    | Enzo           | Tic Tac            | Francese          | 3º        | 187       |
| 2022                                    | Lissandro      | Oh maman!          | Francese          | 1º        | 203       |
| 2023                                    | Zoé Clauzure   | Cœur               | Francese          | 1º        | 228       |
| 2024                                    | Titouan        | Comme ci, comme ça | Francese          | 4º        | 177       |
| 2025                                    |                |                    |                   |           |           |

## Storia delle votazioni
Al 2020, le votazioni della Francia sono state le seguenti: 
Punti dati
| Posizione | Stato              | Punti |
| --------- | ------------------ | ----- |
| 1         | Polonia            | 25    |
| 2         | Spagna Paesi Bassi | 20    |
| 4         | Serbia             | 18    |
| 5         | Georgia            | 15    |

Punti ricevuti
| Posizione | Stato       | Punti |
| --------- | ----------- | ----- |
| 1         | Paesi Bassi | 34    |
| 2         | Bielorussia | 32    |
| 3         | Malta       | 31    |
| 4         | Serbia      | 22    |
| 5         | Spagna      | 19    |

## Organizzazione dell'evento
| Anno | Città  | Luogo             | Conduttori                                    |
| ---- | ------ | ----------------- | --------------------------------------------- |
| 2021 | Parigi | La Seine Musicale | Élodie Gossuin, Olivier Minne e Carla Lazzari |
| 2023 | Nizza  | Palais Nikaïa     | Olivier Minne, Laury Thilleman e Ophenya      |